# 娜杰日达·杜博维茨卡娅
娜杰日达·瓦西列芙娜·杜博维茨卡娅（1998年3月12日—），哈萨克斯坦女子田径运动员，2022年世界室内田径锦标赛女子跳高铜牌得主、2023年亚洲室内田径锦标赛女子跳高金牌得主、2022年亚洲运动会女子跳高铜牌得主。